# 巴佐維島
巴佐維島（俄语：Остров Базовый）是俄羅斯的島嶼，由克拉斯諾亞爾斯克邊疆區負責管轄，位於十月革命島以西，屬於北地群島的一部分，長850米，島上無人居住。